# Jeremy Peake
Jeremy Peake (21 de outubro de 1930 a 11 de junho de 2009) foi arquidiácono da arquideaconaria oriental de 1995 a 2000.

## Biografia
Simon Jeremy Brinsley Peake nasceu em Berna, onde seu pai, Sir Charles Peake, servia como diplomata do Reino Unido. Foi educado no Eton e no Worcester College, Oxford, onde obteve seu BA em 1953 antes de iniciar estudos teológicos na St Stephen's House, Oxford. Ele foi cura em Eastbourne. Em 1960, logo após sua ordenação, ele foi para a África do Sul, convidado por um amigo, onde experimentou pela primeira vez a brutalidade do apartheid e os protestos contra ele. Padre Peake assumiu seu posto na paróquia majoritariamente negra de All Saints, Roodebloem, no centro da Cidade do Cabo. Apesar de opositor do regime do apartheid, ele não se envolveu nos protestos, preferindo o trabalho pastoral, encontrando alojamentos para aqueles que estavam sendo expulsos de suas casas, ajudando os negros a contornar os emaranhados burocráticos e não acatando as leis raciais. Isso também evitou que ele enfrentasse muitas objeções a seu trabalho.
Em 1965, Peake mudou-se para a paróquia do Bom Pastor, Maitland, ainda dentro da Cidade do Cabo, mas no final da década deixou a África do Sul para a Zâmbia, servindo como pároco em Kalulushi, uma cidade mineradora na província rica em minerais Copperbelt. Peake decidiu aprender a língua local, Chibemba. Dois anos depois, mudou-se para Kitwe, nas proximidades, para se tornar capelão na Fundação Ecumênica Mindolo, que havia sido criada pelas igrejas em toda a África para promover a construção da nação, a reconciliação e a busca por justiça e paz.
Depois de sete anos, Peake decidiu voltar para Atenas, onde seu pai tinha sido embaixador quando ele estava na universidade. Ele se sentia próximo dos gregos e construiu relações ecumênicas com ortodoxos. Permaneceu uma década na capital grega e em 1987, ele se mudou para Viena. Peake também era responsável pelas capelanias em Budapeste e Praga, então atrás da Cortina de Ferro. Embora inscritos na lista diplomática de Praga como Capelães Honorários da Embaixada, aqueles em Viena eram vistos com suspeita pelas autoridades tchecas e sofriam assédio administrativo e outras dificuldades. Muitos fiéis em potencial foram desencorajados, pois frequentar a igreja era visto como incompatível com a filiação ao Partido Comunista, a chave para o avanço. Mais tarde, em Viena, Peake também ajudou a organizar moradia para refugiados que vinham para o norte das guerras dos Bálcãs.

Em 1998, Peake e sua esposa Min planejaram se aposentar em Somerset. Mesmo assim, no entanto, ele não pôde recusar uma breve colocação final no exterior – desta vez em Tânger, onde seu pai havia servido novamente muitos anos antes. Ele chegou finalmente a Somerset e serviu em vilas próximas enquanto sua saúde durou. Tanto ele quanto sua esposa se tornaram especialmente afeiçoados à Wells Cathedral.